# Wilhelm Furtwängler

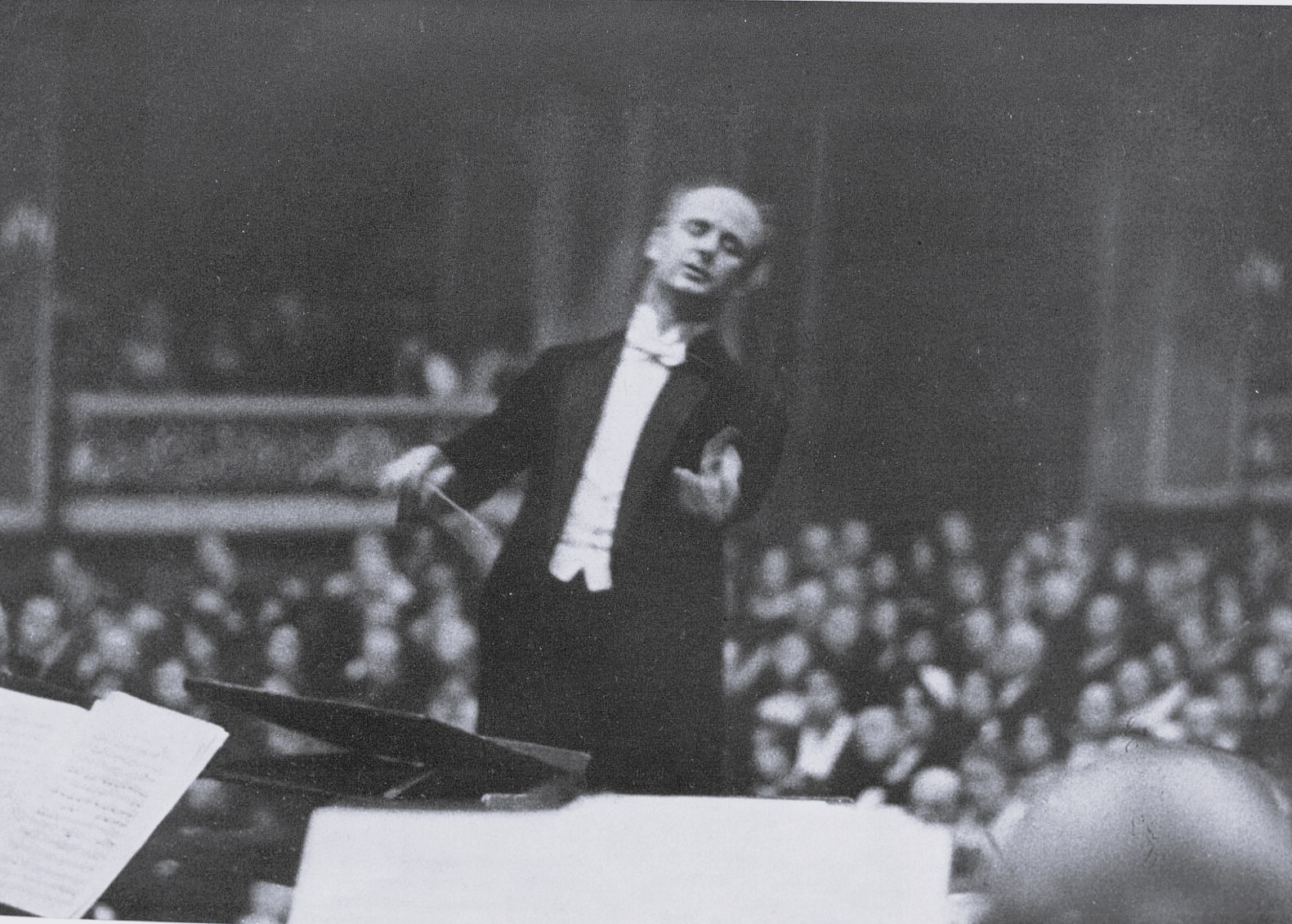
Wilhelm Furtwängler, 1931
Foto: Erich Salomon

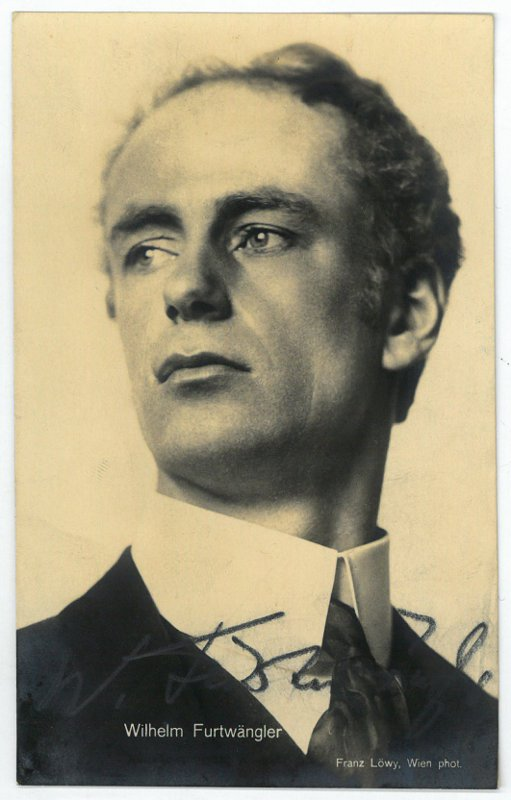
Wilhelm Furtwängler, um 1912, Fotopostkarte zum Brahmsfest,
Foto: Franz Löwy

Gustav Heinrich Ernst Martin Wilhelm Furtwängler (* 25. Januar 1886 in Schöneberg; † 30. November 1954 in Ebersteinburg bei Baden-Baden) war ein deutscher Dirigent und Komponist. Er gilt als einer der bedeutendsten Dirigenten des 20. Jahrhunderts.

## Leben

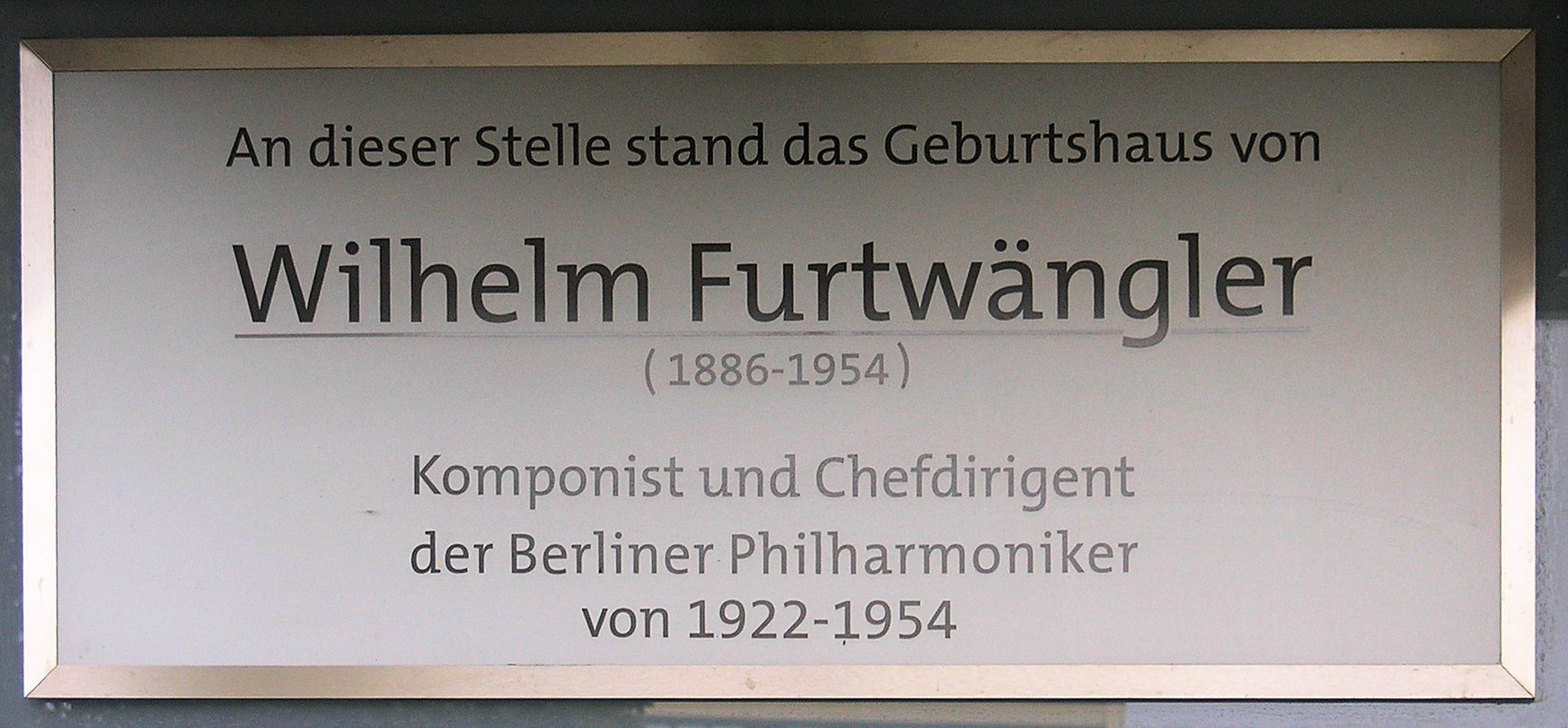
Gedenktafel am Haus Nollendorfplatz 8, in Berlin-Schöneberg

Wilhelm Furtwängler wurde 1886 als Sohn des Professors für Klassische Archäologie Adolf Furtwängler und dessen Frau Adelheid (geborene Wendt, Tochter von Gustav Wendt) am Nollendorfplatz in Schöneberg geboren, das erst 1920 Berlin angegliedert wurde.

### Jugendzeit
Er verbrachte seine Jugend in München, wo sein Vater an der Universität lehrte, und besuchte ein humanistisches Gymnasium. Frühzeitig begeisterte er sich für Musik. Ab 1899 erhielt er Privatunterricht in Tonsatz, Komposition und Klavier. Seine Ausbildung zum Pianisten übernahmen Joseph Rheinberger, Max von Schillings und Conrad Ansorge.
1900 führte, wie Karl Alexander von Müller berichtet, der Münchner Orchesterverein ein Klavierquartett und eine Ouvertüre des jungen Furtwängler auf, wobei er letztere selbst dirigierte. Im Jahr darauf wurde im Haus des Bildhauers Adolf von Hildebrand ein Streichsextett aus seiner Feder gespielt, das „wahrhaftig Schuberts würdig“ gewesen sein soll.

### Karriere als Dirigent (1906–1933)

Wilhelm Furtwängler (1911)

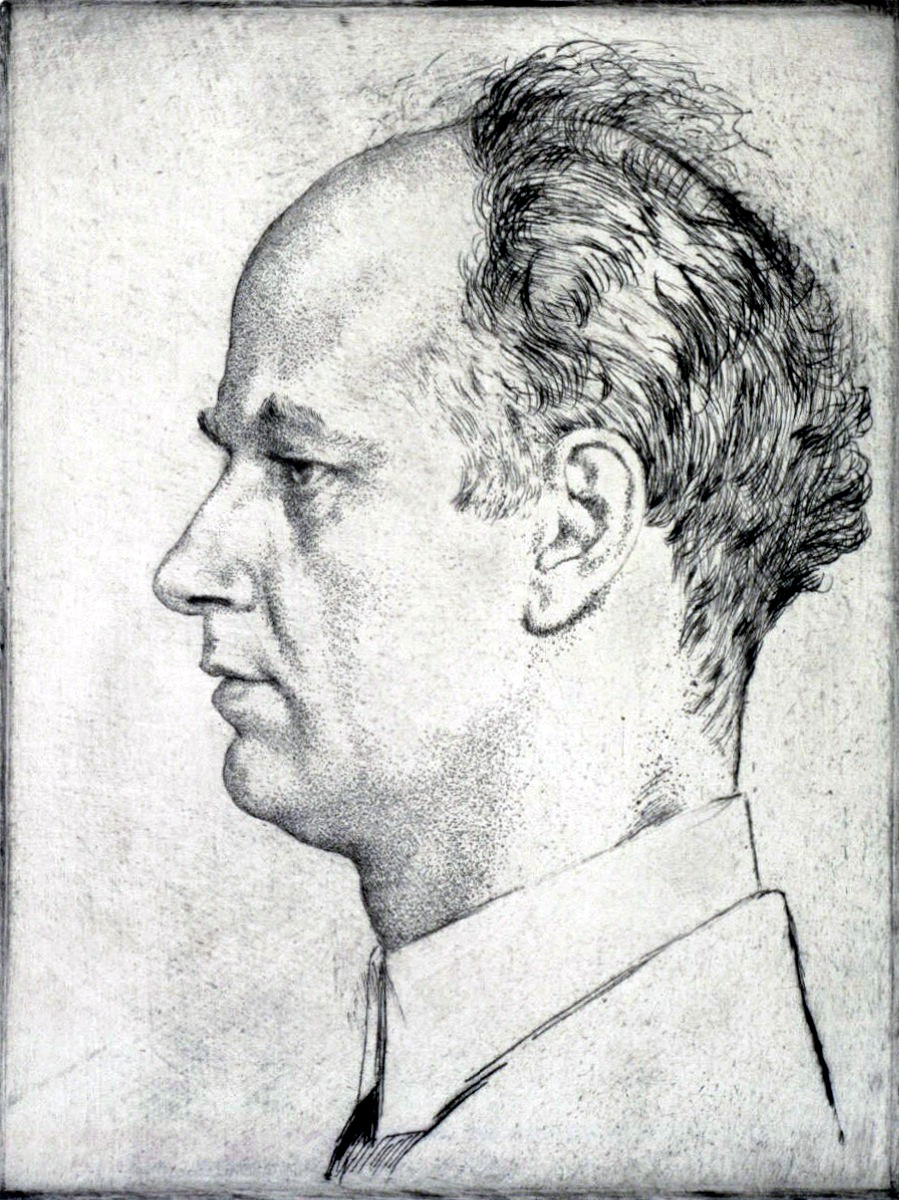
Porträt von Emil Orlik, Radierung, 1928

Seine ersten Engagements führten ihn 1906 als 2. Repetitor nach Berlin, 1907 über Breslau als Chorleiter nach Zürich und anschließend wieder nach München. 1910 engagierte ihn Hans Pfitzner als 3. Kapellmeister nach Straßburg. 1911 ging er als Nachfolger von Hermann Abendroth nach Lübeck und dirigierte dort das Orchester des Vereins der Musikfreunde. Als Träger des der Oper zur Verfügung gestellten Konzertorchesters setzte der Verein bereits durch, dass der Direktor des Theaters Hermann Abendroth auch als dessen Dirigenten zu beschäftigen hatte. Die ständige lübeckische Kritik, Intrigen, vielerlei Hickhack und das defizitäre Theater griffen die Gesundheit derart an, dass der Direktor nach drei Jahren zurücktrat und kurz darauf verstarb. Als Stanislaus Fuchs als sein Nachfolger ins Amt berufen wurde, behielt man diese Praktik bei. Furtwängler, der nahezu zeitgleich Abendroths Nachfolger im Verein wurde, war als Dirigent der Oper des ohne ihn schon defizitären Theaters zu beschäftigen.

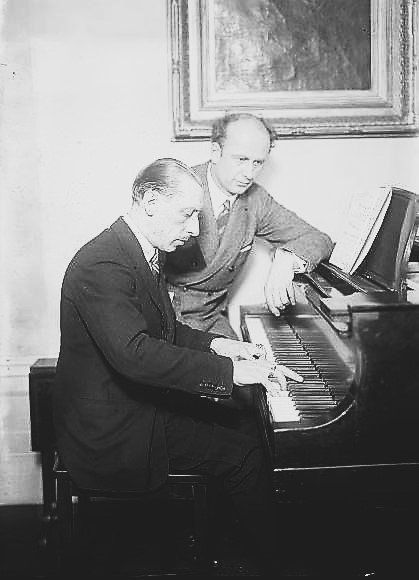
Igor Strawinsky (links) und Furtwängler, 1930

Bereits 1915 verließ Furtwängler die Stadt, in der er seine erste Chefposition erhielt, und wurde Operndirektor am Nationaltheater Mannheim, von 1919 bis 1921 fungierte er als Chefdirigent des Wiener Tonkünstler-Orchesters, 1920 übernahm er als Nachfolger von Richard Strauss die Konzerte der Berliner Staatsoper. Von 1921 bis 1927 hatte er (gemeinsam mit Leopold Reichwein) die Stelle des Konzertdirektors der Gesellschaft der Musikfreunde in Wien inne und dirigierte in dieser Funktion das 1921 neu konstituierte Wiener Sinfonieorchester (seit 1933: Wiener Symphoniker). Ab 1922 arbeitete er als Chefdirigent des Berliner Philharmonischen Orchesters und dirigierte außerdem bis 1928 das Gewandhausorchester in Leipzig als Gewandhauskapellmeister. Für das Jahr 1931 hatte er die Gesamtleitung der Richard-Wagner-Festspiele in Bayreuth.

### Furtwängler in der Zeit des Nationalsozialismus
Die Nationalsozialisten hofierten Furtwängler wegen seiner internationalen Reputation als kulturelles Aushängeschild. Für 1933 ist nachgewiesen, dass er sich für einige Juden (wie seinen Konzertmeister Szymon Goldberg) einsetzte. Der Ministerialdirektor im Kultusministerium, Georg Gerullis, hielt am 20. Juli 1933 in einem Dienstschreiben an Reichskulturverwalter Hans Hinkel diesbezüglich verärgert fest: „Können Sie mir einen Juden nennen, für den Furtwängler nicht eintritt?“
Im Vorfeld eines gemeinsamen Konzerts mit den Berliner Philharmonikern im April 1933 in Mannheim kam es zu Protesten gegen die Mitwirkung jüdischer Musiker. Furtwängler sagte das Konzert daraufhin kurzerhand ab und kündigte an, in dieser Stadt nicht mehr zu gastieren, solange „bei Ihnen solche Gesinnung herrscht“. In einem offenen Brief an Joseph Goebbels kritisierte Furtwängler am 11. April 1933 die Diskriminierung jüdischer Musiker: „Nur einen Trennungsstrich erkenne ich letzten Endes an: den zwischen guter und schlechter Kunst.“ Wohl habe der Kampf Berechtigung gegen jene, die „wurzellos und destruktiv, durch Kitsch und trockene Könnerschaft“ zu wirken suchten. Wenn sich dieser Kampf jedoch gegen wirkliche Künstler richte, so sei das nicht im Interesse des Kulturlebens. Es müsse klar ausgesprochen werden, dass Männer wie Walter, Klemperer und Reinhardt auch in Zukunft mit ihrer Kunst in Deutschland zu Wort kommen müssten. Der Reichsminister für Volksaufklärung und Propaganda antwortete umgehend: „Lediglich eine Kunst, die aus dem vollen Volkstum selbst schöpft, kann am Ende gut sein und dem Volke, für das sie geschaffen wird, etwas bedeuten […] Gut muß die Kunst sein; darüber hinaus aber auch verantwortungsbewußt, gekonnt, volksnahe und kämpferisch.“ Der Briefwechsel zwischen Furtwängler und Goebbels erschien im Berliner Tageblatt am 11. und 12. April 1933; liberal und sozialdemokratisch geprägte Blätter des Auslands (Neue Freie Presse, Prager Tagblatt) druckten den Protest auf der Titelseite. Letztlich konnte Furtwängler erreichen, dass der „Arierparagraph“ auf die Berliner Philharmoniker zunächst nicht angewandt wurde. Er lud auch jüdische Solisten ein (die dann allerdings absagten).
Im Juni 1933 wurde er von Göring zum Ersten Kapellmeister, im Januar 1934 zum Direktor der Berliner Staatsoper ernannt. Nebenbei gastierte er am Deutschen Opernhaus Berlin-Charlottenburg. Im Juli 1933 ernannte Göring ihn zum Preußischen Staatsrat. Furtwängler kam den neuen Machthabern im Herbst 1933 insoweit entgegen, als er sich dazu bereitfand, sich zum Vizepräsidenten der Reichsmusikkammer ernennen zu lassen, die Goebbels’ Reichsministerium für Volksaufklärung und Propaganda unterstand. Furtwängler war, laut seinen Einlassungen nach 1945, dem NS-Regime gegenüber jedoch ablehnend eingestellt. Er habe sich von dieser Position erhofft, im Sinne einer taktischen Zusammenarbeit auf das kulturpolitische Geschehen Einfluss nehmen und damit das Schlimmste verhindern, „die Kunst von allem ‚Niederen‘ freihalten“ zu können.
Im Februar 1934 führte er drei Stücke aus dem „Sommernachtstraum“ des bereits geächteten Mendelssohn auf und ehrte diesen somit demonstrativ zu dessen 125. Geburtstag. Am 11. und 12. März desselben Jahres dirigierte er die Uraufführung der Sinfonie „Mathis der Maler“ des später als „entartet“ verpönten Komponisten Paul Hindemith. Obwohl diese Sinfonie ein überwältigender Publikumserfolg war und weitere Aufführungen und Rundfunksendungen erlebte, genehmigte Hitler im Herbst nicht die geplante Aufführung der gleichnamigen Oper. Furtwängler, der durch seine Unterschrift unter den Aufruf der Kulturschaffenden vom 19. August 1934 öffentlich bekundet hatte, dass er zu des Führers Gefolgschaft gehörte, drohte daraufhin mit Rücktritt und setzte sich in einem aufsehenerregenden Zeitungsbeitrag für Hindemith ein. Da das erhoffte Einlenken der NS-Führung ausblieb und sie ihn vor die Alternative Rücktritt oder Entlassung stellte, sah er sich am 4. Dezember 1934 genötigt, seine Ämter als Staatsoperndirektor, Leiter des Berliner Philharmonischen Orchesters und Vizepräsident der Reichsmusikkammer aufzugeben. Daraufhin wurde ihm der Pass abgenommen, damit er keine Angebote aus dem Ausland annehmen konnte.

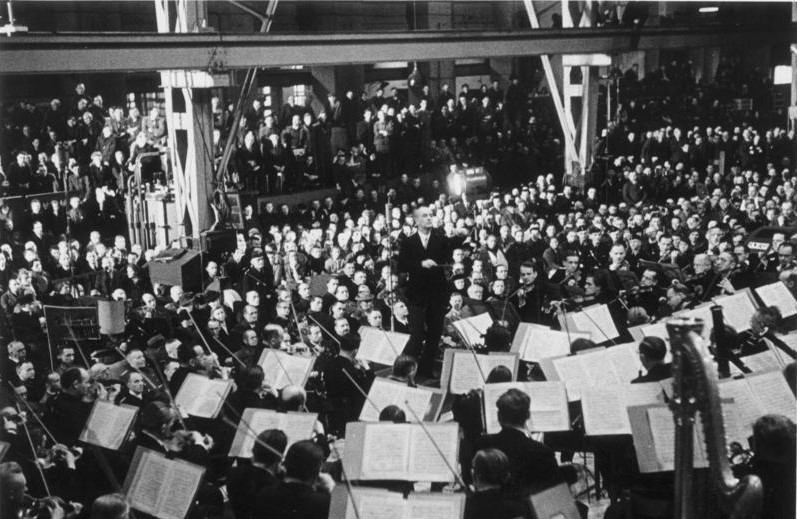
Furtwängler dirigiert ein KdF-Konzert im Berliner AEG-Werk, 1942

Am 28. Februar 1935 ließ er sich allerdings von Goebbels empfangen und erklärte, es habe ihm völlig ferngelegen, mit dem Hindemith-Artikel „in die Leitung der Reichskunstpolitik einzugreifen“; diese werde „auch nach seiner Auffassung selbstverständlich allein vom Führer und Reichskanzler und dem von ihm beauftragten Fachminister bestimmt“. So konnte er – nach weiteren Gesprächen mit Rosenberg und Hitler – seine öffentliche Tätigkeit im April 1935 wiederaufnehmen, allerdings nur beim Berliner Philharmonischen Orchester, weil für die Staatsoper bereits Clemens Krauss vorgesehen war. Er dirigierte 1935 und 1938 am Vorabend der Reichsparteitage in Nürnberg, war 1936, 1937 und 1943 Hauptdirigent der propagandistisch genutzten Bayreuther Festspiele und repräsentierte Deutschland 1937 bei der Pariser Weltausstellung. Er ließ sich 1935 in Goebbels’ Reichskultursenat berufen und unterstützte Wahlaufrufe zur Reichstagswahl 1936 und zur Volksabstimmung über den „Anschluss“ Österreichs. Im Juni 1939 wurde er mit der Leitung der Wiener Philharmoniker betraut und im Dezember desselben Jahres von Gauleiter Josef Bürckel zum Bevollmächtigten für das gesamte Musikwesen der Stadt Wien ernannt. Neben Konzerten zu Hitlers Geburtstag und Weihnachtsempfang, für Goebbels’ Propagandaministerium und für die Hitlerjugend dirigierte er in Prag im November 1940 ein Konzert zur Neueröffnung des „Deutschen Theaters“ und erneut im März 1944 zum fünften Jahrestag des Protektorats Böhmen und Mähren.
1936 bot sich Furtwängler die Gelegenheit, Deutschland zu verlassen und als Nachfolger Toscaninis ohne anderweitiges festes Engagement die New Yorker Philharmoniker zu übernehmen. Doch er zog es vor, mit Göring einen Vertrag abzuschließen, wonach er in der Spielzeit 1936/1937 mindestens zehn Gastdirigate an der Berliner Staatsoper geben sollte. Das führte zu Missverständnissen und zur Absage an New York. Seit 1944 wohnte er mit Billigung des NS-Regimes überwiegend in Luzern (Schweiz), drei Monate vor der Besetzung Berlins durch sowjetische Truppen floh er endgültig dorthin. Von der Teilnahme am Kriegseinsatz wurde er verschont, da er nicht nur auf der Gottbegnadeten-Liste, sondern auch auf der Sonderliste der drei wichtigsten Musiker der Gottbegnadeten-Liste stand.
Furtwänglers Verhalten während der Zeit des Nationalsozialismus wird unterschiedlich beurteilt. Während Fred K. Prieberg und Herbert Haffner ihn als rein künstlerisch Interessierten eher zu entlasten suchen, stellt ihn unter anderen Eberhard Straub als ausgeprägten Opportunisten dar.

### Nachkriegszeit
1945 erhielt Furtwängler von den amerikanischen Besatzungsbehörden zunächst Dirigierverbot. Verheerender noch waren für ihn seine internationale Ächtung und seine Brandmarkung als Sündenbock: Man titulierte ihn als „Hitlers gehätschelten Maestro“, „musikalischen Handlanger der nazistischen Blutjustiz“ und „eine der verhängnisvollsten Figuren des Nazireiches“.
Die emigrierten Künstler verübelten Furtwängler vor allem seine Prominenz im Dritten Reich. Dabei wurde vergessen, dass er bereits zu Zeiten der Weimarer Republik ein Stardirigent war. Fred K. Prieberg vermutet denn auch, dass die Ablehnung, die Furtwängler aus Emigrantenkreisen entgegenschlug, sich letztlich auf die Enttäuschung gründete, dass er nicht emigriert war:

„Er war ein Symbol. Er verkörperte – vor der großen Öffentlichkeit, ja in den Schlagzeilen der Weltpresse – wie kein anderer deutscher Musiker die deutsche Tonkunst. Er hatte, nicht erst seit 1933, sondern schon während der Republik, eine so fest etablierte Machtstellung, daß in der öffentlichen Meinung Aufgabe und Person verschmolzen: Furtwängler, Begriff für genialische Kunstübung, Symbol der treibenden Kraft im Musikbetrieb des Reiches. Welche Herausforderung für Emigranten! Da lebte ein unvergleichlicher Künstler in Deutschland unter der Herrschaft der Nationalsozialisten, und er weigerte sich, sie – die Emigranten – dadurch in ihrer Rolle zu bestätigen, oder wenigstens ihr erzwungenes Los zu teilen, daß er der Barbarei den Rücken kehrte.“

Wenn Furtwängler Kollaboration mit und Propaganda für den NS-Staat vorgeworfen wurde, so unterschätzte man dabei nicht zuletzt auch eklatant die Zwänge, denen man auch als Prominenter „in einem Terrorregime wie diesem, dessen Grausamkeit doch auch sonst jeglicher Vergleichbarkeit entzogen wird, ausgesetzt war“. Ronald Harwood schrieb 1995 das Bühnenstück „Taking Sides“, das von István Szabó im Jahre 2001 unter demselben Titel (deutscher Untertitel: Der Fall Furtwängler) verfilmt wurde.
Furtwängler verdankte es der Fürsprache der „entarteten“ Musiker Paul Hindemith, Yehudi Menuhin, Szymon Goldberg sowie seiner langjährigen jüdischen Mitarbeiterin Berta Geissmar, dass er 1947 freigesprochen wurde. Am 25. Mai 1947 dirigierte er erstmals wieder in einem öffentlichen Konzert die Berliner Philharmoniker. Es dauerte jedoch noch weitere fünf Jahre, bis er 1952 wieder zum Chefdirigenten der Berliner Philharmoniker ernannt wurde, diesmal auf Lebenszeit.

### Privates
Furtwängler, Mitglied der weitverzweigten Familie Furtwängler, war zweimal verheiratet. 1923 heiratete er die Dänin Zitla Lund. Zu diesem Zeitpunkt hatte er bereits vier außereheliche Kinder. Die Ehe selbst blieb kinderlos. 1931 erfolgte die offizielle Trennung des Paars, die Scheidung jedoch erst 1943. Im selben Jahr heiratete er Elisabeth Ackermann (* 20. Dezember 1910; † 5. März 2013), geborene Albert, deren erster Mann, Hans Ackermann, im Zweiten Weltkrieg gefallen war. Aus dieser Ehe ging der einzige eheliche Sohn, der spätere Archäologe Andreas E. Furtwängler (* 11. November 1944), hervor. Befreundet war er mit der Geigerin Melanie Michaelis.
Furtwängler war Stiefvater der Schauspielerin Kathrin Ackermann, die mit Bernhard Furtwängler verheiratet war, einem Sohn von Wilhelms Bruder Walter Furtwängler. Deren Tochter Maria Furtwängler ist ebenfalls als Schauspielerin bekannt.
Sein Grab auf dem Heidelberger Bergfriedhof wird von einer Steinplatte mit dem Vers aus 1. Kor. 13,13 bedeckt: Nun aber bleibt Glaube, Liebe, Hoffnung, diese drei. Aber die Liebe ist die Größte unter ihnen. Neben ihm ruhen seine Mutter und seine Schwester Märit Furtwängler-Scheler, die von 1912 bis 1924 mit Max Scheler verheiratet war.

## Werk

### Furtwänglers Werk als Dirigent

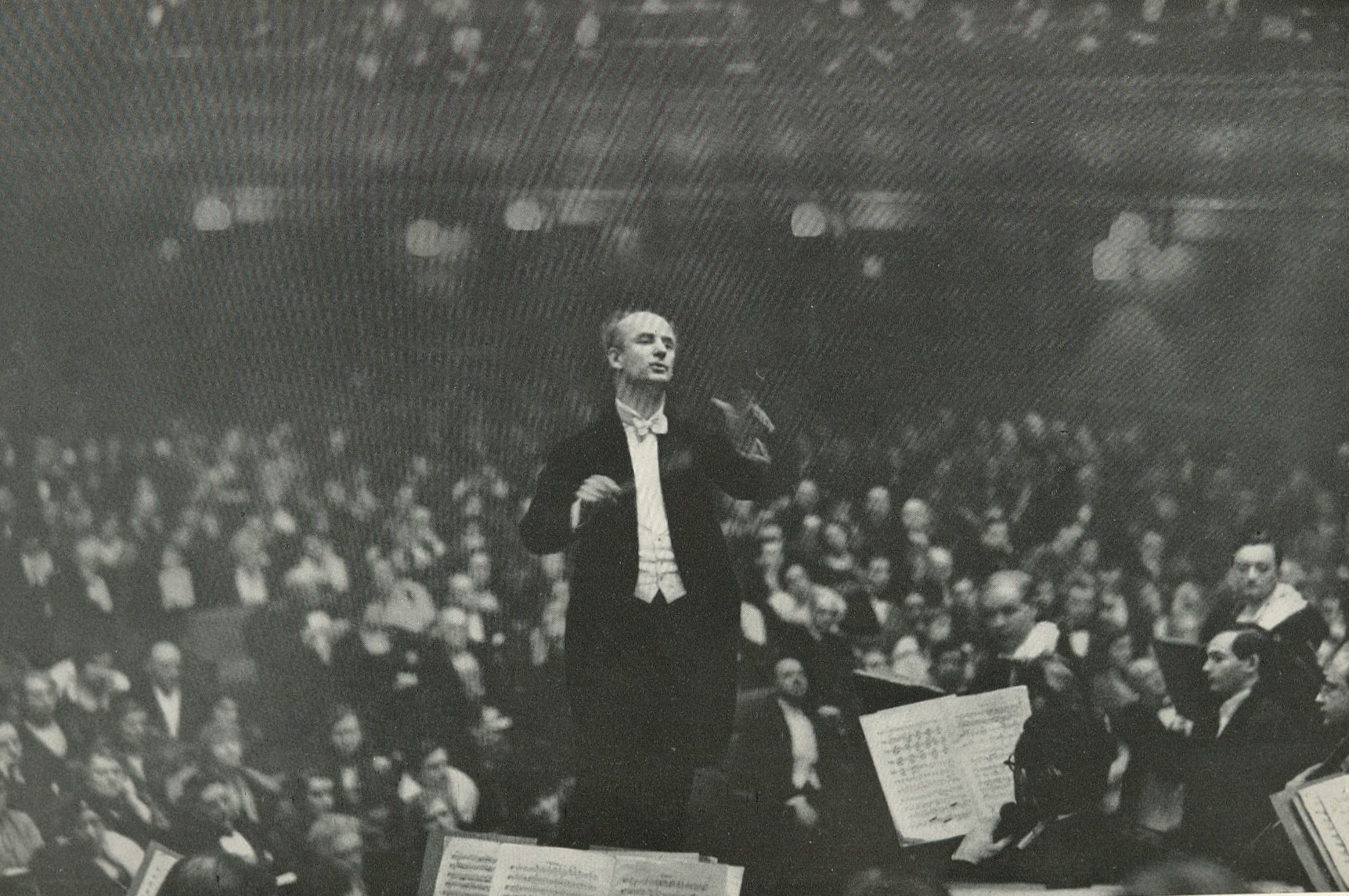
Wilhelm Furtwängler in der Queen’s Hall, London, 1931
Foto: Erich Salomon

Furtwängler war ein Dirigent, dessen Selbstverständnis der Mythos von der Erlösungsfunktion der Musik ist. Seine Subjektivität äußerte sich in einer Dirigierhaltung, die häufig als unerschöpfliches Sich-Hineinsteigern in Formen und Elemente der Musik gedeutet wurde, die dabei aber auch, gerade was Accelerandi und Temporückungen betrifft, in hohem Maße kalkuliert war. Diese Haltung und Interpretationsweise hat ihren Ursprung im 19. Jahrhundert.
Ebenso wie viele Musiker sehen auch Kommentatoren und Kritiker wie Joachim Kaiser Furtwängler als größten Dirigenten der Geschichte.
Furtwänglers Dirigierkunst wird als Synthese und Gipfelpunkt der sogenannten „Germanischen Schule des Dirigierens“ angesehen, die von Richard Wagner initiiert wurde. Im Gegensatz zu Mendelssohns Dirigierstil zur selben Zeit, der „charakterisiert war durch schnelle, gleichmäßige Tempi und angefüllt war mit dem, was viele als vorbildliche Logik und Präzision ansahen“, war „Wagners Art […] breit, hyperromantisch und umfasste die Vorstellung von Tempo-Modulation“. Wagner betrachtete eine Interpretation als eine Neuschöpfung und betonte mehr Phrase als Takt. Das Tempo zu variieren war nichts Neues, denn nachgewiesenermaßen interpretierte Beethoven selbst seine eigene Musik sehr freizügig. Beethoven schrieb in einigen seiner Briefe: „Meine Tempi gelten nur für die ersten Takte, da Gefühl und Ausdruck ihr eigenes Tempo benötigen“, oder „Weshalb ärgern sie mich, indem sie nach meinen Tempi fragen? Entweder sind sie gute Musiker und sollten wissen wie meine Musik gespielt werden sollte, oder sie sind schlechte Musiker und in dem Fall wären meine Hinweise nutzlos“. Beethovens Schüler, wie etwa Anton Schindler, bezeugten, dass der Komponist kontinuierlich das Tempo variierte, wenn er seine Werke dirigierte. Es waren die ersten beiden festangestellten Dirigenten der Berliner Philharmoniker, die Wagners Tradition folgten. Hans von Bülow unterstrich mehr die einheitliche Struktur der symphonischen Werke, während Arthur Nikisch mehr die Großartigkeit der Töne betonte. Die Stile dieser beiden Dirigenten wurden von Furtwängler zusammengeführt. Furtwängler war der Schüler von Felix Mottl, einem Schüler von Wagner, als Furtwängler 1907–1909 in München weilte. Darüber hinaus sah Furtwängler stets Arthur Nikisch als sein Vorbild an. Wie John Ardoin darlegte, führte der subjektive Dirigierstil von Wagner zu Furtwängler, der objektive Dirigierstil von Mendelssohn zu Toscanini.
Zusätzlich wurde Furtwänglers Kunst stark durch den Musiktheoretiker Heinrich Schenker beeinflusst, mit dem er von 1920 bis zu Schenkers Tod 1935 zusammenarbeitete. Schenker war der Begründer der Musikanalyse und betonte darunterliegende weitreichende harmonische Spannungen und Auflösungen eines Musikstücks. Furtwängler las 1911 Schenkers Monographie über Beethovens 9. Sinfonie. Seitdem versuchte er, alle seine Bücher aufzufinden und zu lesen. Er traf Schenker erstmals 1920, und seitdem arbeiteten sie kontinuierlich gemeinsam an den musikalischen Werken, die Furtwängler dirigierte. Da seine Ideen zu modern für ihre Zeit waren, konnte Schenker nie in eine akademische Position in Österreich und Deutschland gelangen, trotz Furtwänglers Bemühungen, ihn dabei zu unterstützen. Schenker lebte dank einiger Mäzene einschließlich Furtwängler. Furtwänglers zweite Ehefrau bestätigte viel später, dass Schenker einen immensen Einfluss auf ihren Mann hatte. Schenker sah Furtwängler als den größten Dirigenten der Welt an und als den „einzigen Dirigenten, der Beethoven wirklich verstand“.
Furtwängler modifizierte die sogenannte Amerikanische Orchesteraufstellung, indem er die Bratschen rechts außen setzte (erste und zweite Geigen links, Violoncelli halbrechts und Bratschen rechts, Bässe rechts). Jedoch soll Serge Kussewitzky diese Aufstellung fast zeitgleich und angeblich unabhängig von Furtwängler praktiziert haben – mit der Variante, dass die Bässe links blieben. Allerdings sind viele Bilddokumente zu sehen, bei denen Furtwängler auch die alte deutsche Aufstellung dirigiert (zweite Geige rechts, Bässe links). Seine Orchesteraufstellung erfreut sich – als Kompromiss zwischen Amerikanischer und Deutscher Aufstellung – großer Beliebtheit.
Furtwänglers Aufnahmen sind auch durch einen „außergewöhnlichen Klangreichtum“ charakterisiert, mit besonderer Betonung auf Celli, Kontrabässen, Schlagzeug und Holzblasinstrumenten. Furtwängler zufolge lernte er von Arthur Nikisch, wie dieser Klang zu erreichen sei. Dieser Klangreichtum rührt teilweise von seinem „vagen“ Takt her, der häufig sein „fließender Takt“ genannt wird. Dieser fließende Takt erzeugte eine geringfügige Taktverschiebung zwischen den Musikern, was dem Zuhörer erlaubte, alle Orchesterinstrumente klar zu unterscheiden, sogar in den Tutti. Deshalb sagte Vladimir Ashkenazy einst: „Ich hörte niemals solch schöne Fortissimi wie bei Furtwängler.“ Yehudi Menuhin erklärte bei vielen Gelegenheiten, dass Furtwänglers fließender Takt schwieriger, jedoch Toscaninis sehr präzisem Takt überlegen gewesen sei. Außerdem versuchte Furtwängler im Gegensatz zu Otto Klemperer nicht, Emotionen zu unterdrücken, die seinen Interpretationen einen hyperromantischen Aspekt gaben, deren emotionale Intensität in den Aufnahmen aus der Zeit des Zweiten Weltkriegs an die Grenzen künstlerischer Erlebnisfähigkeit gehen.
Die Interpretation der 9. Sinfonie von Beethoven im März 1942 mit den Berliner Philharmonikern wird von manchen seiner Bewunderer als „Jahrtausendinterpretation“ angesehen. Joachim Kaiser schreibt dazu: „Die nach wie vor gewaltigste und tiefgründigste Deutung der Symphonie Nr. 9 [von Beethoven] stammt von Wilhelm Furtwängler. Es ist der Mitschnitt eines Konzerts mit den Berliner Philharmonikern aus dem Jahr 1942.“ Dieser Interpretation steht eine Interpretation der großen C-Dur Symphonie von Schubert im Dezember des gleichen Jahres in nichts nach. Joachim Kaiser äußerte sich wie folgt (wenn auch nicht auf diese spezielle Aufnahme bezogen): „Wilhelm Furtwängler – darüber gibt es unter den Schubertianern der Alten und Neuen Welt wohl keinen Zweifel mehr – hat Schuberts ‚große‘ C-Dur-Symphonie faszinierender, glühender und visionärer zu dirigieren vermocht als jeder andere.“
Furtwängler wollte stets einen Aspekt von Improvisation und Unerwartetem in seinen Konzerten bewahren, so dass sich jede Interpretation als Neuschöpfung entwarf, wie bei Richard Wagner. Jedoch gingen bei Furtwängler weder die melodische Linie noch die globale Einheit jemals verloren, nicht einmal in den dramatischsten Interpretationen, zum Teil durch den Einfluss von Heinrich Schenker, und weil Furtwängler auch Komponist war, der lebenslang Komposition studiert hatte.
Zu den Musikern, die die höchste Meinung über Furtwängler zum Ausdruck brachten, gehören einige der prominentesten des 20. Jahrhunderts, wie Arnold Schönberg, Paul Hindemith oder Arthur Honegger. Solisten wie Dietrich Fischer-Dieskau, Yehudi Menuhin und Elisabeth Schwarzkopf, die mit fast allen großen Dirigenten des 20. Jahrhunderts musizierten, erklärten bei mehreren Gelegenheiten, dass für sie Furtwängler der wichtigste war. John Ardoin berichtete die folgende Diskussion, die er mit Maria Callas im August 1968 hatte, nachdem sie Beethovens Achte mit dem Cleveland Orchestra unter George Szell angehört hatten:

„‚Nun‘, seufzte sie, ‚Sie sehen, worauf wir reduziert wurden. Wir leben jetzt in einer Zeit, in der Szell als Meister angesehen wird. Wie klein er war neben Furtwängler.‘ Fassungslos – nicht wegen ihres Urteils, mit dem ich übereinstimmte, aber wegen dessen ungeschminkter Schärfe – stammelte ich: ‚Aber wie sehr kennen Sie Furtwängler? Sie haben nie mit ihm gesungen.‘ ‚Was glauben Sie?‘ Sie starrte mich gleichermaßen fassungslos an. ‚Er begann nach dem Krieg seine Karriere in Italien [ab 1947]. Ich hörte dort Dutzende seiner Konzerte. Für mich war er Beethoven.‘“

### Furtwänglers Werk als Komponist
Weniger bekannt ist, dass Furtwängler auch komponierte. Er sah sich selbst sogar primär als Komponist an und litt daher zeitlebens unter dem Spannungsverhältnis, dass er zwar als Dirigent bewundert wurde, aber in seiner Rolle als Komponist viel zu wenig Beachtung fand. So schrieb er beispielsweise zu Beginn seiner Dirigentenkarriere: „Morgen gehe ich in meine Verbannung als Kapellmeister nach Straßburg. Ich kann mir nicht helfen. Ich habe dabei die Empfindung, als ob ich mir untreu würde damit.“ Eine ähnliche Äußerung lautete wie folgt:

„Ich weiß es selber am besten, daß das Leben, das ich führe, nicht mein Leben ist; daß ich sozusagen im Begriff stehe, meine Erstgeburt, meine Seele, um ein Linsengericht zu verkaufen. Aber es wird nicht geschehen. Je mehr äußere Erfolge ich heute habe, desto früher kann ich den großen Schritt machen, den ich machen muß.“

An seinen Privatlehrer Ludwig Curtius schrieb er:

„Ich will komponieren und eigentlich nichts als komponieren. Daß meine Produktion nicht Ausfluß irgendeines Spieltriebs oder einer Eitelkeit, auch nicht irgendeiner Selbsteinbildung, sondern für mich die ernsthafte und entscheidendste Sache im Leben sei, ist mir seit langem klar. Meine Dirigentenkarriere ist ernsthafter Erwähnung nicht wert. In Wirklichkeit war das Dirigieren das Dach unter das ich mich im Leben geflüchtet habe, weil ich im Begriff war als Komponist zu Grunde zu gehen.“

Seine zweite Frau Elisabeth erzählte, dass sie einmal zu Furtwängler gesagt habe, dass es doch eigentlich schade sei, dass sein Vater gar nicht erlebt habe, dass er Dirigent der Berliner Philharmoniker geworden sei. Darauf habe Furtwängler geantwortet, dass sein Vater darüber sehr enttäuscht gewesen wäre, denn dieser habe gewusst, dass er Komponist sei. Gegen Ende seines Lebens konnte der Komponist Furtwängler mit dem Dirigenten Furtwängler insofern wenigstens ansatzweise versöhnt werden, als es ihm vergönnt war, seine 2. Sinfonie in e-Moll bei zahlreichen Gelegenheiten aufzuführen.
Seine bedeutendsten Werke, so auch die zweite Sinfonie, schrieb er nach 1935. Das meiste, was er davor komponiert hatte, stammt aus den Jahren bis zum Ersten Weltkrieg. In den zwei Jahrzehnten dazwischen konzentrierte er sich fast ausschließlich auf seine Dirigentenkarriere und vollendete kein einziges Werk. Furtwänglers schmales Œuvre umfasst drei Sinfonien (frühe Werke teilweise verschollen), einige Orchesterstücke, ein Klavierkonzert, etwas Kammermusik, Chorstücke (sämtlich Jugendwerke) und frühe Klavierkompositionen sowie Lieder. Die zweite Sinfonie ist das am meisten aufgeführte und daher auch bekannteste unter seinen Werken. Die Sätze seiner dritten Sinfonie in cis-Moll, an der er bis zu seinem Tode arbeitete, sind mit den folgenden programmatischen Bezeichnungen versehen: 1. „Das Verhängnis“, 2. „Im Zwang zum Leben“, 3. „Jenseits“, 4. „Der Kampf geht weiter“.
Unter seiner Kammermusik ragt besonders die 2. Violinsonate in D-Dur mit ihrem elegisch-meditativen langsamen Satz hervor. Die reifen Kompositionen zeichnen sich besonders durch riesenhafte Ausmaße (sein dreisätziges Klavierquintett dauert 80 Minuten) sowie ein hohes Maß an motivisch-thematischer Arbeit aus. Im Großen und Ganzen ist sein Stil dem Erbe Anton Bruckners, Johannes Brahms’ und Max Regers verpflichtet, allerdings führt Furtwängler deren Traditionen auf originelle Weise weiter, sodass man den Komponisten nicht als Epigonen verurteilen darf, was oft geschieht. Zu sehr hat Furtwängler seine eigene, persönliche Tonsprache entwickelt. Die Stimmung seiner Werke lässt sich oft als grüblerisch oder tragisch bezeichnen. Dazu erschwert der hohe intellektuelle Anspruch seiner Musik das Verständnis, was zusammen mit den enormen spieltechnischen Ansprüchen wohl der Grund dafür ist, dass sie sich bisher nicht im Konzertbetrieb etablieren konnte. In jüngerer Zeit haben sich vor allem die Dirigenten Wolfgang Sawallisch, George Alexander Albrecht und Daniel Barenboim um eine Pflege der Musik Furtwänglers bemüht. Am 12. März 1967 leitete der Dirigent Hans Chemin-Petit die Berliner Erstaufführung von Furtwänglers vor 1910 entstandenem Chorwerk Te Deum in der Philharmonie Berlin. Ausführende waren der Philharmonische Chor Berlin und das Philharmonische Orchester Berlin, dessen Chefdirigent Furtwängler lange gewesen war.
Eine Gesamtausgabe der Werke und der Direktionen des Komponisten ist 2011 bei Documents erschienen.

### Furtwängler als Autor
Der Musiker und sein Publikum ist das Manuskript für einen Vortrag, der in der Bayerischen Akademie der Schönen Künste gehalten werden sollte, aber durch die Erkrankung und den Tod Furtwänglers nicht zustande kam. Furtwängler hatte dem Verleger Martin Hürlimann gegenüber vorab einer Veröffentlichung zugestimmt. Der Autor ergreift darin leidenschaftlich Partei für eine Kompositionsweise, bei der die Musik das Publikum, auch das laienhafte („Menschen des einfachen, klaren Lebens“), unmittelbar anspricht. Im Gegensatz dazu sieht er Musik, die in erster Linie für Theoretiker, Fachleute und Kritiker geschrieben werde und eines ideologischen Unterbaus bedürfe. Als Beispiel nennt er die Zwölftonmusik Arnold Schönbergs.
Gespräche über Musik umfasst die Mitschriften von sechs Gesprächen zwischen dem Dirigenten und dem Herausgeber Walter Abendroth, einen von Furtwängler verfassten Text („Siebentes Gespräch“) sowie ein ebenfalls von ihm stammendes Nachwort. Auch in diesen Texten verwendet er sich intensiv für die klassische, tonale Musik, insbesondere für die Werke Beethovens.

## Ehrungen

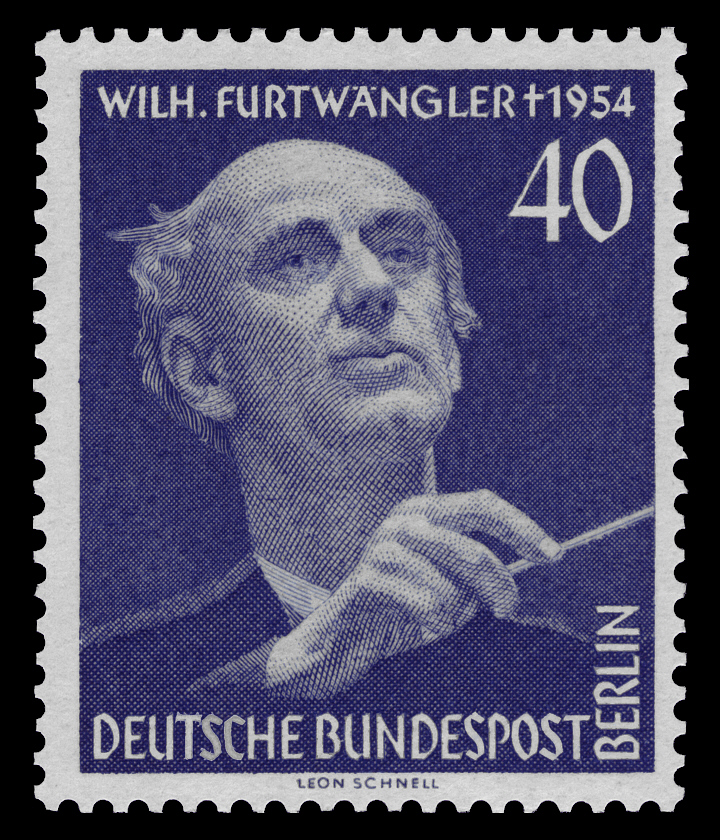
Briefmarke der Bundespost Berlin 1955 zum ersten Todestag

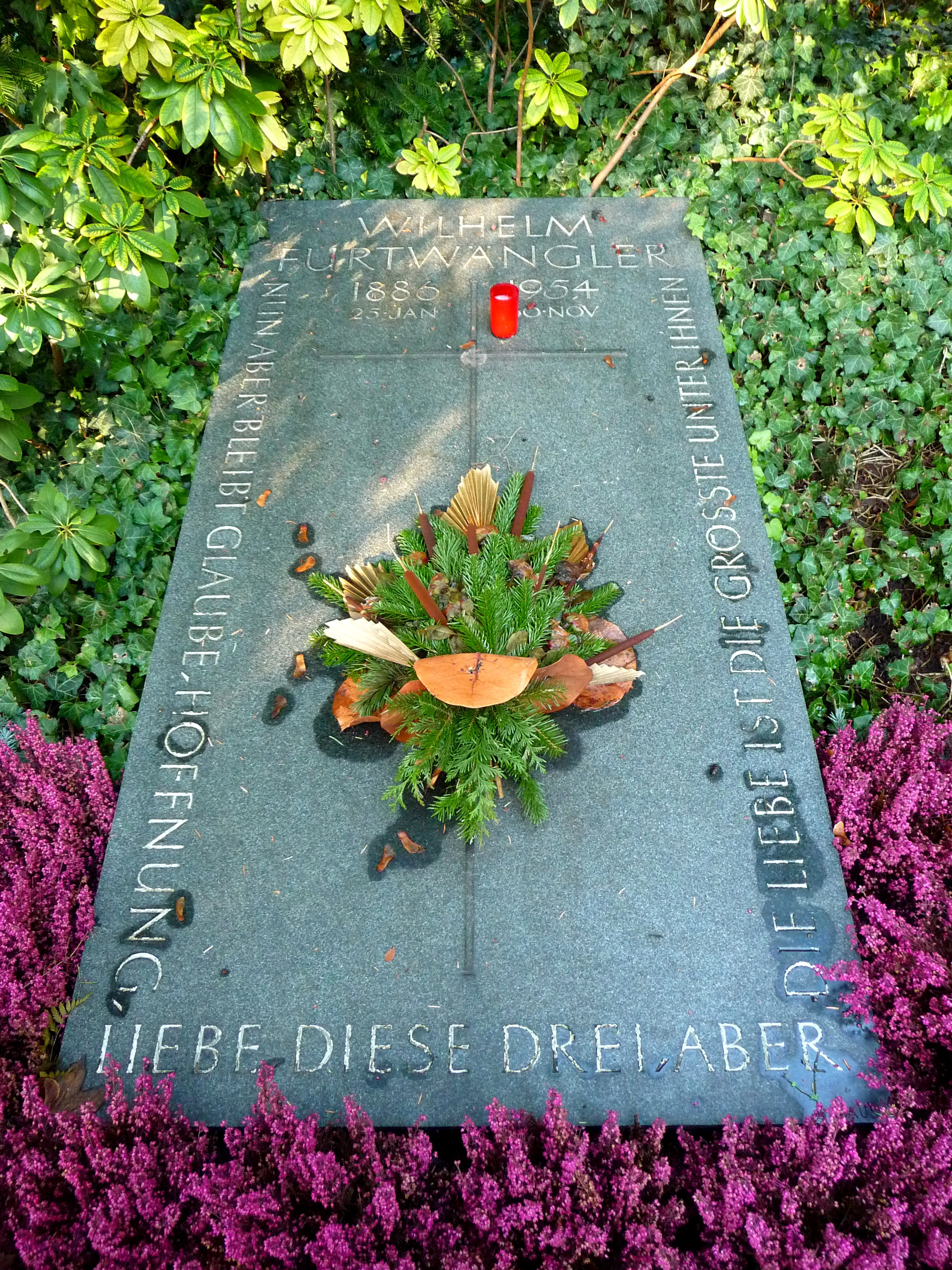
Grabanlage von Wilhelm Furtwängler auf dem Heidelberger Bergfriedhof in der Abt. R

- 1927: Ehrendoktorwürde der Ruprecht-Karls-Universität Heidelberg
- 1929: Ehrenbürger der Stadt Mannheim
- 1929: Pour le mérite für Wissenschaften und Künste
- 1933: Preußischer Staatsrat
- 1935: gemeinsam mit Hermann Abendroth die Denkmünze der lübeckischen Gesellschaft zur Beförderung gemeinnütziger Tätigkeit in Gold
- 1939: Orden der französischen Ehrenlegion (Annahme von Hitler verboten)
- 1952: Mozartmedaille durch die Mozartgemeinde Wien[71]
- 1952: Großes Verdienstkreuz mit Stern der Bundesrepublik Deutschland
- Ehrengrab der Stadt Heidelberg im Bergfriedhof
- 1955: In Berlin ist eine Straße nach dem Dirigenten benannt, die Furtwänglerstraße in Berlin-Wilmersdorf
- 1955: In Wien ist ein Platz nach dem Dirigenten benannt, der Furtwänglerplatz in Wien-Hietzing
- In Salzburg am Großen Festspielhaus ist eine Anlage nach dem Dirigenten benannt, der Wilhelm-Furtwängler-Garten
- Berlin-Grunewald, München-Nymphenburg, Stuttgart-Botnang, Bayreuth, Heidelberg-Handschuhsheim, Freiburg i. Br.-Littenweiler und Bielefeld widmeten ihm jeweils eine Furtwänglerstraße.

## Wilhelm-Furtwängler-Preis
Seit 1990 wurde im Rahmen der Veranstaltung „Gala d’Europe Baden-Baden“ in unregelmäßigem Turnus der Wilhelm-Furtwängler-Preis zur Auszeichnung international renommierter Sängerinnen, Sänger und Dirigenten für besonders herausragende Leistungen auf dem Gebiet der klassischen Musik vergeben. Initiiert wurde der Preis von Elisabeth Furtwängler, der Ehefrau Wilhelm Furtwänglers, und Ermano Sens-Grosholz.
Erstmals wurde der Preis an Plácido Domingo verliehen. Seit 2008 wird er während des Beethovenfestes in Bonn an herausragende Solisten, Orchester, Dirigenten und Ensembles des klassischen Musiklebens verliehen.
Liste der Preisträger (unvollständig):
| Jahr | Preisträger                                            |
| ---- | ------------------------------------------------------ |
| 1990 | Plácido Domingo                                        |
| 1999 | James Levine                                           |
| 2000 | Lorin Maazel                                           |
| 2001 | George Alexander Albrecht                              |
| 2003 | Daniel Barenboim zusammen mit der Staatskapelle Berlin |
| 2008 | Kurt Masur                                             |
| 2010 | Kent Nagano                                            |
| 2011 | Zubin Mehta                                            |
| 2012 | Kent Nagano                                            |

## Zitate
„Es gibt nur ein Tempo, und das ist das richtige.“

## Aufnahmen als Dirigent
Dies ist eine unvollständige Liste der Aufnahmen Furtwänglers. Aufgrund der Entstehungszeit handelt es sich ausschließlich um Mono-Aufnahmen und größtenteils um Mitschnitte von Direktübertragungen.

### Editionen
- Edition Wilhelm Furtwängler – The complete RIAS recordings, Live-Aufnahmen der Jahre 1947–1954 aus dem RIAS-Archiv mit Gerhard Taschner, Yehudi Menuhin und den Berliner Philharmonikern (audite, 13-CD-Schuber)
- Edition Wilhelm Furtwängler – RIAS recordings with the Berlin Philharmonic on 14 LPs, Live-Aufnahmen der Jahre 1947–1954 aus dem RIAS-Archiv mit den Berliner Philharmonikern (audite, 14-LP-Schuber)

### Orchesterwerke
- Johann Sebastian Bach:

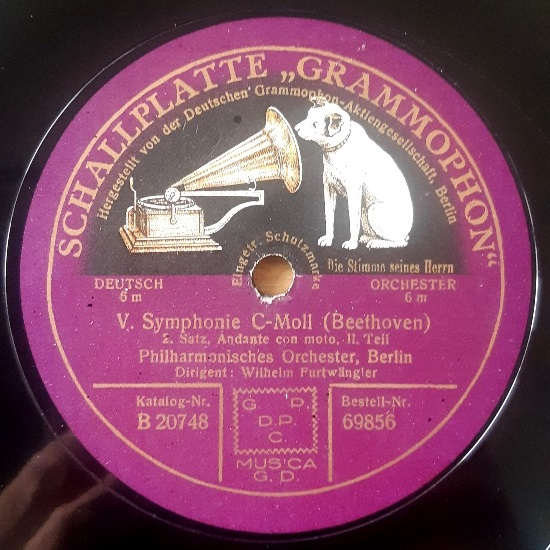
Erste Schallplatte von Wilhelm Furtwängler (Berlin 1926)

  - 3. Brandenburgisches Konzert, Aufnahme mit den Berliner Philharmonikern, 1930; mit den Wiener Philharmonikern, August 1950
  - 5. Brandenburgisches Konzert, Aufnahme mit den Wiener Philharmonikern, August 1950 (Klavier: Wilhelm Furtwängler)
  - Matthäus-Passion, Aufnahme mit den Wiener Philharmonikern, April 1954
  - Orchestersuite Nr. 3 (BWV 1068), Aufnahme mit den Berliner Philharmonikern, Oktober 1948

- Ludwig van Beethoven:
  - Cavatina aus dem Streichquartett Op. 130, Aufnahme mit den Berliner Philharmonikern, 1940
  - Große Fuge, Aufnahme mit den Wiener Philharmonikern, August 1954.
  - Klavierkonzert Nr. 1, Aufnahme mit dem Orchestre du Festival Lucerne, Oktober 1947 (Klavier: Adrian Aeschbacher)
  - Klavierkonzert Nr. 4, Aufnahme mit den Berliner Philharmonikern, Dezember 1943 (Klavier: Conrad Hansen)
  - Klavierkonzert Nr. 5, Aufnahme mit dem Philharmonia Orchestra, Februar 1951 (Klavier: Edwin Fischer)
  - Coriolan-Ouvertüre, Live-Mitschnitt einer Aufführung mit den Berliner Philharmonikern, 1943. Weitere Aufnahme: 1951 mit den Wiener Philharmonikern
  - Egmont-Ouvertüre, Aufnahme mit den Berliner Philharmonikern, 1933. Weitere Aufnahme: 1947 mit den Berliner Philharmonikern
  - Leonoren-Ouvertüre Nr. 2, Aufnahme mit den Berliner Philharmonikern, 1949
  - Leonoren-Ouvertüre Nr. 3, Aufnahme mit den Wiener Philharmonikern, 1944
  - Romanze für Violine und Orchester Nr. 1, Aufnahme mit dem Philharmonia Orchestra, 1953 (Violine: Yehudi Menuhin)
  - Romanze für Violine und Orchester Nr. 2, Aufnahme mit dem Philharmonia Orchestra, 1953 (Violine: Yehudi Menuhin)
  - Sinfonie Nr. 1, Live-Mitschnitt einer Aufführung mit den Berliner Philharmonikern, September 1954. Weitere Aufnahmen: 1950 mit dem Concertgebouw-Orchester und 1952 mit den Wiener Philharmonikern
  - Sinfonie Nr. 2, Live-Mitschnitt einer Aufführung mit den Wiener Philharmonikern, Oktober 1948
  - Sinfonie Nr. 3, Live-Mitschnitt einer Aufführung mit den Wiener Philharmonikern, Dezember 1944 (Music and Arts, Preiser, Tahra auch als SACD). Weitere Aufnahmen: 1947 und (2×) 1952 mit den Wiener Philharmonikern, 1950 und (2×) 1952 mit den Berliner Philharmonikern, 1952 mit dem Orchester der RAI und 1953 mit dem Orchester der Luzerner Festspiele
  - Sinfonie Nr. 4, Live-Mitschnitte zweier Aufführungen mit den Berliner Philharmonikern, 1943. Weitere Aufnahme: 1952 mit den Wiener Philharmonikern
  - Sinfonie Nr. 5, Live-Mitschnitt einer Aufführung mit den Berliner Philharmonikern, Juni 1943 (Classica d’Oro, Deutsche Grammophon, Enterprise, Music and Arts, Opus Kura, Tahra). Weitere Aufnahmen: 1937, 1947 und 1954 mit den Berliner Philharmonikern sowie 1954 mit den Wiener Philharmonikern
  - Sinfonie Nr. 6, Live-Mitschnitt einer Aufführung mit den Berliner Philharmonikern, 1944 (Deutsche Grammophon, Opus Kura, Tahra). Weitere Aufnahmen: 1947 und 1954 mit den Berliner Philharmonikern sowie 1952 mit den Wiener Philharmonikern
  - Sinfonie Nr. 7, Live-Mitschnitt einer Aufführung mit den Berliner Philharmonikern, November 1943 (Classica d’Oro, Deutsche Grammophon, Music and Arts, Opus Kura). Weitere Aufnahmen: 1950 und 1954 mit den Wiener Philharmonikern sowie 1953 mit den Berliner Philharmonikern
  - Sinfonie Nr. 8, Live-Mitschnitte einer Aufführung mit den Berliner Philharmonikern, 1953. Weitere Aufnahme: 1954 mit den Wiener Philharmonikern
  - Sinfonie Nr. 9, Live-Mitschnitt einer Aufführung mit den Berliner Philharmonikern, März 1942 (Classica d’Oro, Music and Arts, Opus Kura, Tahra). Weitere Kriegsaufnahme: April 1942 mit den Berliner Philharmonikern
  - Sinfonie Nr. 9, Live-Mitschnitt der Aufführung anlässlich der Wiedereröffnung der Bayreuther Festspiele mit Elisabeth Schwarzkopf, Elisabeth Höngen, Hans Hopf und Otto Edelmann. (EMI 1951). Weitere Aufnahme: 1951 mit den Wiener Philharmonikern
  - Sinfonie Nr. 9, Live-Mitschnitt der Aufführung 1954 beim Luzerner Festival mit dem Philharmonia Orchestra, Lucerne Festival Choir, Elisabeth Schwarzkopf, Elsa Cavelti, Ernst Haefliger und Otto Edelmann (Music and Arts, Tahra auch als SACD)
  - Sinfonie Nr. 9, Live-Mitschnitt der Aufführung 1954 beim Luzerner Festival mit dem Philharmonia Orchestra, Lucerne Festival Choir, Elisabeth Schwarzkopf, Elsa Cavelti, Ernst Haefliger und Otto Edelmann (audite, auch als SACD)
  - Violinkonzert, Aufnahme mit den Berliner Philharmonikern, 1944 (Violine: Erich Röhn). Weitere Aufnahmen: 1947 (Yehudi Menuhin) und 1951 (Wolfgang Schneiderhan) mit den Berliner Philharmonikern sowie 1953 mit dem Philharmonia Orchestra (Yehudi Menuhin)

- Johannes Brahms:
  - Ungarische Tänze Nr. 1, 3 und 10, Aufnahme mit den Wiener Philharmonikern, April 1949. Weitere Aufnahme der Tänze Nr. 1 und 10 mit den Berliner Philharmonikern, 1930
  - Doppelkonzert für Violine, Violoncello und Orchester, Aufnahme mit den Wiener Philharmonikern, Januar 1952
  - Ein deutsches Requiem, Aufnahme mit dem Philharmonischen Orchester Stockholm, November 1948. Weitere Aufnahme: 1947 mit dem Orchester der Luzerner Festwochen.
  - Klavierkonzert Nr. 2 Aufnahme mit den Berliner Philharmonikern, November 1942 (Klavier: Edwin Fischer)
  - Sinfonie Nr. 1, Live-Mitschnitt einer Aufführung mit dem NDR Sinfonieorchester, Hamburg, Oktober 1951 (Music and Arts, Tahra auch als SACD). Weitere Aufnahmen: 1952 mit den Berliner und den Wiener Philharmonikern
  - Sinfonie Nr. 2, Live-Mitschnitt einer Aufführung mit den Wiener Philharmonikern, Januar 1945 (Deutsche Grammophon, Music and Arts). Weitere Aufnahmen: 1948 mit den London Philharmonic Orchestra und 1952 mit den Berliner Philharmonikern
  - Sinfonie Nr. 3, Live-Mitschnitt einer Aufführung mit den Berliner Philharmonikern, Dezember 1949 (EMI). Weitere Aufnahme: 1954 mit den Berliner Philharmonikern
  - Sinfonie Nr. 4, Live-Mitschnitt einer Aufführung mit den Berliner Philharmonikern, Oktober 1943 (Opus Arte). Weitere Aufnahmen: 1948 und 1949 mit den Berliner Philharmonikern sowie 1950 mit den Wiener Philharmonikern
  - Variationen über ein Thema von Haydn (op. 56a), Aufnahme mit den Berliner Philharmonikern, 1950. Weitere Aufnahme: 1951 mit dem NDR Sinfonieorchester, Hamburg (Tahra auch als SACD)
  - Violinkonzert, Aufnahme mit dem Festival Orchester Luzern, September 1949 (Violine: Yehudi Menuhin)

- Anton Bruckner:
  - Sinfonie Nr. 4, Aufnahme mit den Wiener Philharmonikern, Oktober 1951
  - Sinfonie Nr. 5, Live-Mitschnitt einer Aufführung mit den Berliner Philharmonikern, Oktober 1942 (Classica d’Oro, Deutsche Grammophon, Music and Arts, Testament). Weitere Aufnahme: 1951 mit den Wiener Philharmonikern
  - Sinfonie Nr. 6, Live-Mitschnitt einer Aufführung mit den Berliner Philharmonikern, 1943 (ohne den 1. Satz)
  - Sinfonie Nr. 7, Live-Mitschnitt einer Aufführung mit den Berliner Philharmonikern, April 1951
  - Sinfonie Nr. 8, Live-Mitschnitt einer Aufführung mit den Wiener Philharmonikern, Oktober 1944 (Deutsche Grammophon, Music and Arts, Musical Concepts). Weitere Aufnahmen: (2×) 1949 mit den Berliner Philharmonikern und 1954 mit den Wiener Philharmonikern
  - Sinfonie Nr. 9, Live-Mitschnitt einer Aufführung mit den Berliner Philharmonikern, Oktober 1944 (Deutsche Grammophon)

- Antonín Dvořák:
  - Slawischer Tanz Nr. 3, Aufnahme mit den Berliner Philharmonikern, 1930

- Wilhelm Furtwängler:
  - Sinfonisches Konzert für Klavier und Orchester, Aufnahme mit den Berliner Philharmonikern, Januar 1939 (Klavier: Edwin Fischer)
  - Sinfonie Nr. 2, Live-Mitschnitt einer Aufführung mit den Wiener Philharmonikern, Februar 1953 (Orfeo). Weitere Aufnahme: 1951 mit den Berliner Philharmonikern

- Christoph Willibald Gluck:
  - Ouvertüre zu Alceste, Aufnahmen mit den Berliner Philharmonikern, 1942 und 1951
  - Ouvertüre zu Iphigénie en Aulide: Aufnahme mit den Wiener Philharmonikern, März 1954

- Georg Friedrich Händel:
  - Concerto grosso in D-Dur, Aufnahme mit den Berliner Philharmonikern, 1954
  - Concerto grosso in d-Moll, Aufnahmen mit den Berliner Philharmonikern, 1944 und 1950

- Joseph Haydn:
  - Sinfonie Nr. 88, Studio-Aufnahme mit den Berliner Philharmonikern, 5. Dezember 1951 (Deutsche Grammophon)
  - Sinfonie Nr. 94, Aufnahme mit den Wiener Philharmonikern, September 1950

- Franz Liszt:
  - Les Préludes, Aufnahme mit den Wiener Philharmonikern, März 1954

- Gustav Mahler:
  - Lieder eines fahrenden Gesellen, Aufnahme mit dem Philharmonia Orchestra, Juni 1952 (Bariton: Dietrich Fischer-Dieskau)

- Felix Mendelssohn Bartholdy:
  - Die Hebriden, Aufnahme mit den Wiener Philharmonikern, August 1951
  - Ouvertüre zu Ein Sommernachtstraum, Aufnahmen mit den Berliner Philharmonikern, 1929 und September 1947
  - Violinkonzert, Aufnahme mit den Berliner Philharmonikern, Juni 1952 (Violine: Yehudi Menuhin)

- Wolfgang Amadeus Mozart:
  - Klavierkonzert Nr. 20, Aufnahme mit den Berliner Philharmonikern, Mai 1954 (Klavier: Yvonne Lefébure)
  - Klavierkonzert Nr. 22, Aufnahme mit den Berliner Philharmonikern, Januar 1952 (Klavier: Paul Badura-Skoda)
  - Konzert für zwei Klaviere und Orchester (KV 365), Aufnahme mit den Wiener Philharmonikern, Februar 1949 (Klavier: Dagmar Bella und Paul Badura-Skoda)
  - Ouvertüre zu Die Entführung aus dem Serail, Aufnahme mit den Berliner Philharmonikern, 1933
  - Ouvertüre zu Die Hochzeit des Figaro, Aufnahme mit den Berliner Philharmonikern, 1933
  - Serenade „Gran Partita“, Aufnahme mit den Bläsersolisten der Wiener Philharmoniker, November/Dezember 1947
  - Serenade „Eine kleine Nachtmusik“, Aufnahme mit den Berliner Philharmonikern, 1936/1937. Weitere Aufnahme: April 1949 mit den Wiener Philharmonikern
  - Sinfonie Nr. 39, Aufnahme mit den Berliner Philharmonikern, Februar 1944
  - Sinfonie Nr. 40, Aufnahme mit den Wiener Philharmonikern, Dezember 1948/Februar 1949

- Maurice Ravel:
  - Daphnis et Chloé, 2. Suite, Aufnahme mit den Berliner Philharmonikern, März 1944

- Gioachino Rossini:
  - Ouvertüre zu Die diebische Elster, Aufnahme mit den Berliner Philharmonikern, 1930
  - Ouvertüre zu Der Barbier von Sevilla, Aufnahme mit den Berliner Philharmonikern, 1935

- Franz Schubert:
  - Sinfonie Nr. 8, Aufnahme mit den Berliner Philharmonikern, 1948. Weitere Aufnahmen: 1952 und 1953 mit den Berliner Philharmonikern
  - Sinfonie Nr. 9, Live-Mitschnitt einer Aufführung mit den Berliner Philharmonikern, 1942 (Deutsche Grammophon, Magic Master, Music and Arts, Opus Kura, Tahra). Weitere Aufnahmen: 1951 und 1953 mit den Berliner Philharmonikern
  - Ouvertüre, Entr'acte Nr. 3 und Ballet Nr. 2 aus Rosamunde, Aufnahme mit den Wiener Philharmonikern, Januar/Februar 1951. Weitere Aufnahmen der Ouvertüre: 1930 (inkl. Entr'acte Nr. 3) und 1953 mit den Berliner Philharmonikern. Weitere Aufnahme des Ballets Nr. 2: 1929 mit den Berliner Philharmonikern

- Robert Schumann:
  - Cellokonzert, Aufnahme mit den Berliner Philharmonikern, Oktober 1942 (Cello: Tibor de Machula)
  - Klavierkonzert, Aufnahme mit den Berliner Philharmonikern, März 1942 (Klavier: Walter Gieseking)
  - Ouvertüre zu Manfred, Aufnahme mit den Berliner Philharmonikern, 1949. Weitere Aufnahme: Januar 1951 mit den Wiener Philharmonikern
  - Sinfonie Nr. 1, Aufnahme mit den Wiener Philharmonikern, Oktober 1951
  - Sinfonie Nr. 4, Studio-Aufnahme mit den Berliner Philharmonikern, Mai 1953 (Deutsche Grammophon)

- Bedřich Smetana:
  - Die Moldau, Aufnahme mit den Wiener Philharmonikern, Januar 1951

- Johann Strauss (Sohn):
  - Ouvertüre zu Die Fledermaus, Aufnahme mit den Berliner Philharmonikern, 1937
  - Kaiserwalzer, Aufnahme mit den Wiener Philharmonikern, Januar 1950
  - Pizzicato-Polka, Aufnahme mit den Wiener Philharmonikern, Januar 1950

- Richard Strauss:
  - Don Juan, Aufnahmen mit den Berliner Philharmonikern, 1942 und 1954
  - Metamorphosen für 23 Solostreicher, Aufnahme mit den Berliner Philharmonikern, Oktober 1947
  - Sinfonia domestica, Aufnahme mit den Berliner Philharmonikern, 1930.
  - Till Eulenspiegels lustige Streiche, Aufnahme mit den Berliner Philharmonikern, Januar 1944. Weitere Aufnahme: März 1954 mit den Wiener Philharmonikern
  - Tod und Verklärung, Aufnahme mit dem Hamburger Philharmonischen Orchester, 1947. Weitere Aufnahme: Januar 1950 mit den Wiener Philharmonikern

- Peter Tschaikowski:
  - Serenade für Streichorchester in C-Dur, Aufnahme mit den Wiener Philharmonikern, Januar 1950
  - 4. Sinfonie, Aufnahme mit den Wiener Philharmonikern, Januar 1951
  - 5. Sinfonie, Aufnahme mit dem Orchester der RAI Turin, Juni 1952
  - 6. Sinfonie Pathétique, Studio-Aufnahme mit den Berliner Philharmonikern, HMV, 1938 (EMI, Naxos)

- Carl Maria von Weber:
  - Ouvertüre zu Der Freischütz, Aufnahmen mit den Berliner Philharmonikern, 1926 und 1952. Weitere Aufnahme: März 1954 mit den Wiener Philharmonikern
  - Ouvertüre zum 3. Akt von Der Freischütz, Aufnahme mit den Berliner Philharmonikern, 1935
  - Ouvertüre zu Euryanthe, Aufnahme mit den Berliner Philharmonikern, Mai 1954
  - Ouvertüre zu Oberon: Aufnahme mit den Wiener Philharmonikern, Februar 1950

- Richard Wagner (Opernauszüge):
  - Siegfried-Idyll, Aufnahme mit den Wiener Philharmonikern, Februar 1949
  - Ouvertüre zu Der fliegende Holländer, Aufnahme mit den Wiener Philharmonikern, März 1949
  - Ouvertüre zu Tannhäuser, Aufnahmen mit den Wiener Philharmonikern, Februar 1949 und Dezember 1952
  - Vorspiel zum 1. Akt aus Lohengrin, Aufnahme mit den Berliner Philharmonikern, 1930. Weitere Aufnahmen: August 1947 mit dem Festival Orchester Luzern und März 1954 mit den Wiener Philharmonikern
  - Vorspiel zum 1. Akt und 'Isoldes Liebestod' aus Tristan und Isolde, Aufnahmen mit den Berliner Philharmonikern, 1930, Februar 1938, November 1942 und April 1954. Weitere Aufnahme: Mai 1950 mit dem Philharmonia Orchestra
  - Vorspiel zum 1. Akt aus Die Meistersinger von Nürnberg, Aufnahmen mit den Berliner Philharmonikern, Februar 1942 und Dezember 1949. Weitere Aufnahme: April 1949 mit den Wiener Philharmonikern
  - Vorspiel zum 3. Akt aus Die Meistersinger von Nürnberg, Aufnahme mit den Wiener Philharmonikern, Februar 1950
  - 'Tanz der Lehrlinge' aus Die Meistersinger von Nürnberg, Aufnahme mit den Wiener Philharmonikern, April 1949
  - Vorspiel zum 3. Akt aus Die Walküre, Aufnahme mit den Wiener Philharmonikern, März 1949
  - 'Siegfrieds Rheinfahrt’ aus Götterdämmerung, Aufnahmen mit den Wiener Philharmonikern, Februar 1949 und März 1954. Weitere Aufnahme: Mai 1950 mit dem Philharmonia Orchestra
  - 'Trauermarsch’ aus Götterdämmerung, Aufnahmen mit den Berliner Philharmonikern, 1933 und Dezember 1949. Weitere Aufnahmen: Januar 1950 und März 1954 mit den Wiener Philharmonikern
  - 'Brünnhildes Feuertod' (Kirsten Flagstad) aus Götterdämmerung, Aufnahme mit dem Philharmonia Orchestra, Juni 1952. Weitere Aufnahme: Mai 1950 mit dem Philharmonia Orchestra
  - Vorspiel zum 1. Akt aus Parsifal, Aufnahme mit den Berliner Philharmonikern, März 1938
  - 'Karfreitagszauber' aus Parsifal, Aufnahmen mit den Berliner Philharmonikern, März 1938 und April 1951

### Opern
- Ludwig van Beethoven:
  - Fidelio, Studio-Aufnahme mit Martha Mödl (Leonore), Sena Jurinac (Marzelline), Wolfgang Windgassen (Florestan), Rudolf Schock (Jaquino), Otto Edelmann (Don Pizarro), Gottlob Frick (Rocco), Alfred Poell (Don Fernando), Chor der Wiener Staatsoper, Wiener Philharmoniker, Oktober 1953 (EMI, Naxos). Die Tonqualität ist gut. Weitere Aufnahmen mit den Wiener Philharmonikern bei den Salzburger Festspielen: 1948 und 1950

- Hector Berlioz:
  - Fausts Verdammnis, Aufnahme mit dem Orchester der Luzerner Festspiele, August 1950

- Christoph Willibald Gluck:
  - Orfeo ed Euridice, Aufnahme mit dem Orchester der Mailänder Scala, April 1951

- Wolfgang Amadeus Mozart:
  - Die Hochzeit des Figaro, Live-Mitschnitt der Aufführung vom August 1953 bei den Salzburger Festspielen
  - Die Zauberflöte, zwei Live-Mitschnitte der Aufführungen mit den Wiener Philharmonikern, Juli 1949 und August 1951
  - Don Giovanni, Live-Mitschnitt der Aufführung vom 6. August 1954 bei den Salzburger Festspielen mit Cesare Siepi (Don Giovanni), Elisabeth Schwarzkopf (Donna Elvira), Anton Dermota (Don Ottavio), Otto Edelmann (Leporello), Walter Berry (Masetto), Elisabeth Grümmer (Donna Anna), Dezső Ernster (Komtur), Erna Berger (Zerlina). Chor der Wiener Staatsoper, Wiener Philharmoniker

- Giuseppe Verdi:
  - Otello, Aufnahme mit den Wiener Philharmonikern, August 1951

- Richard Wagner:
  - Der Ring des Nibelungen, 1950 als Live-Aufnahme aus der Mailänder Scala
    - Das Rheingold, Live-Aufnahme vom 4. März 1950 mit Ferdinand Frantz (Wotan), Angelo Mattiello (Donner), Günther Treptow (Froh), Joachim Sattler (Loge), Ludwig Weber (Fasolt), Albert Emmerich (Fafner), Alois Pernerstorfer (Alberich), Emil Markwort (Mime), Elisabeth Höngen (Fricka), Walburga Wegner (Freia), Margret Weth-Falke (Erda), Magda Gabory (Woglinde), Margherita Kenney (Wellgunde), Sieglinde Wagner (Flosshile)
    - Die Walküre, Live-Aufnahme vom 9. März 1950 mit Günther Treptow (Siegmund), Ludwig Weber (Hunding), Ferdinand Frantz (Wotan), Hilde Konetzni (Sieglinde), Kirsten Flagstad (Brünnhilde), Elisabeth Höngen (Fricka), Ilona Steingruber (Helmwige), Walburga Wegner (Gerhilde), Karen Marie Crkall (Ortlinde), Dagmar Schmedes (Waltraute), Margherita Kenney (Siegrune), Margret Weth-Falke (Rossweise), Sieglinde Wagner (Grimgerde), Polly Batic (Schwertleite)
    - Siegfried, Live-Aufnahme vom 22. März 1950 mit Set Svanholm (Siegfried), Peter Markwort (Mime), Josef Herrmann (Wanderer), Alois Pernerstorfer (Alberich), Ludwig Weber (Fafner), Elisabeth Höngen (Erda), Kirsten Flagstad (Brünnhilde), Julia Moor (Waldvogel)
    - Götterdämmerung, Live-Aufnahme vom 4. April 1950 mit Max Lorenz (Siegfried), Josef Herrmann (Gunther), Ludwig Weber (Hagen), Alois Pernerstorfer (Alberich), Kirsten Flagstad (Brünnhilde), Hilde Konetzni (Gutrune, Dritte Norn), Elisabeth Höngen (Waltraute), Margret Weth-Falke (Erste Norn), Margherita Kenney (Zweite Norn, Wellgunde), Magda Gabony (Woglinde), Sieglinde Wagner (Flosshilde)

  - Der Ring des Nibelungen konzertante Aufnahme aus den RAI (Radiotelevisione Italiana) Studios aus dem Jahr 1953
    - Das Rheingold mit Ferdinand Frantz (Wotan), Alfred Poell (Donner), Lorenz Fehenberger (Froh), Wolfgang Windgassen (Loge), Ira Malaniuk (Fricka), Elisabeth Grümmer (Freia), Ruth Siewert (Erda), Gustav Neidlinger (Alberich), Julius Patzak (Mime), Josef Greindl (Fasolt), Gottlob Frick (Fafner), Sena Jurinac (Woglinde), Magda Gabory (Wellgunde), Hilde Rössl-Majdan (Floßhilde)
    - Die Walküre mit Wolfgang Windgassen (Siegmund), Gottlob Frick (Hunding), Ferdinand Frantz (Wotan), Hilde Konetzni (Sieglinde), Martha Mödl (Brünnhilde), Elsa Cavelti (Fricka, Grimgerte), Judith Hellwig (Helmwige), Magda Gabory (Ortlinde), Gerda Scheyrer (Gerhilde), Dagmar Schmieders (Waltraute), Olga Bennings (Siegrune), Ira Malaniuk (Roßweise), Hilde Rössl-Majdan (Schwertleite)
    - Siegfried mit Ludwig Suthaus (Siegfried), Ferdinand Frantz (Wanderer), Julius Patzak (Mime), Alois Pernerstorfer (Alberich), Josef Greindl (Fafner), Rita Streich (Waldvogel), Martha Mödl (Brünnhilde), Margarete Klose (Erda)
    - Götterdämmerung mit Ludwig Suthaus (Siegfried), Alfred Poell (Gunter), Josef Greindl (Hagen), Martha Mödl (Brünnhilde), Margarete Klose (Erste Norn, Waltraute), Hilde Rössl-Majdan (Zweite Norn, Floßhilde), Sena Jurinac (Dritte Norn, Woglinde), Alois Pernerstorfer (Alberich), Magda Gabory (Wellgunde)

  - Die Meistersinger von Nürnberg, Live-Mitschnitt der Bayreuther Festspiele von 1943. Die Aufnahme ist nicht vollständig und dauert etwa 3 Stunden und 25 Minuten
  - Die Walküre, seine letzte Studio-Aufnahme aus dem Jahre 1954. Die EMI plante eine Gesamteinspielung des Rings im Studio mit Furtwängler, aber der Dirigent verstarb kurz nach der Einspielung der Walküre. Als Sänger wirken Martha Mödl (Brünnhilde), Leonie Rysanek (Sieglinde), Ludwig Suthaus (Siegmund), Gottlob Frick (Hunding), und Ferdinand Frantz (Wotan) mit. (EMI, Naxos). Diese Aufnahme der Walküre gilt immer noch als eine Referenz.
  - Die Walküre (Auszüge aus allen drei Akten), Live-Mitschnitt vom Februar 1936 an der Wiener Staatsoper mit dem Orchester der Wiener Staatsoper
  - Die Walküre (vollständiger 3. Akt), Live-Mitschnitt vom 26. Mai 1937 am Royal Opera House (Covent Garden) mit dem London Philharmonic Orchestra
  - Götterdämmerung, Live-Mitschnitt vom 1. Juni 1937 am Royal Opera House (Covent Garden) mit dem London Philharmonic Orchestra
  - Lohengrin (Auszüge aus dem 3. Akt), Live-Mitschnitt der Bayreuther Festspiele von 1936. Die Aufnahme ist nicht vollständig und dauert etwa 32 Minuten
  - Tristan und Isolde, Studio-Aufnahme mit Kirsten Flagstad, Ludwig Suthaus, Blanche Thebom, Josef Greindl, Dietrich Fischer-Dieskau und Rudolf Schock, Philharmonia Orchestra, HMV, Juli 1952 (EMI, Naxos). Diese Aufnahme – die erste Gesamtaufnahme des Tristan auf LP – gilt immer noch als ein Meilenstein der Tristan-Diskographie.
  - Tristan und Isolde (2. und 3. Akt), Live-Mitschnitt vom 3. Oktober 1947 mit der Staatskapelle Berlin

- Carl Maria von Weber:
  - Der Freischütz, Aufnahme mit den Wiener Philharmonikern, Juli 1954

### Lieder
- Richard Strauss:
  - Vier Lieder gesungen von Peter Anders, Aufnahme mit den Berliner Philharmonikern, Februar 1942
  - Vier letzte Lieder gesungen von Kirsten Flagstad, Aufnahme mit dem Philharmonia Orchestra, Mai 1950 (Mitschnitt der Generalprobe)

- Hugo Wolf:
  - Lieder (Der Salzburger Liederabend), Aufnahme vom August 1953 mit Elisabeth Schwarzkopf (Klavier: Wilhelm Furtwängler)

## Kompositionen

### Orchesterwerke
- Ouvertüre Es-Dur op. 3 (1899), WF 84
- Sinfonie D-Dur: Allegro (1903, tlw. Fragment, tlw. verschollen), WF 107
- Festliche Ouvertüre F-Dur (1904), WF 108
- [Sinfoniesatz h-Moll: Allegro Molto; Fragment] (1905), WF 109
- [Sinfonie Nr. 1 h-Moll], WF 110
  - Adagio h-Moll (1905), WF 110a
  - Sinfonie Nr. 1 h-Moll (1905–1940, revidiert bis 1947), WF 110b
  - [Trio aus dem zweiten Satz der Sinfonie Nr. 1] (ca. 1940, zurückgezogen), WF 110c
- Sinfonisches Konzert für Klavier und Orchester h-Moll (1920–1937, revidiert 1954), WF 114
- Sinfonie Nr. 2 e-Moll (1944–1945), WF 119
- Sinfonie Nr. 3 cis-Moll (1946–1954), WF 120

### Kammermusik
- Frühe Kammermusik (Streichquartett, Cellosonate etc.)
- Trio für Violine, Cello und Klavier E-Dur (1900), WF 86
- Quintett für Klavier und Streichquartett C-Dur (1912–1935), WF 112
- Sonate für Violine und Klavier Nr. 1 d-Moll (1916–1935), WF 113
- Sonate für Violine und Klavier Nr. 2 D-Dur (1938–1939), WF 115

### Chorwerke
- Die erste Walpurgisnacht (J. W. von Goethe) für vier Solostimmen, 2 Chöre und Ensemble (1897–1898); WF 65
- Ich wandelte unter den Bäumen (Heinrich Heine) für Sopran- und Alt-Soli, Frauenchor und Klavier (1898), WF 69
- Chor (Goethe): Schwindet ihr dunklen Wölbungen für Chor und Orchester (nach Goethes Faust I) (1902), WF 104
- Religiöser Hymnus (Goethe): O du Jungfrau, höchste Herrscherin der Welt für Sopran- und Tenorsolo, Chor und Orchester (1903), WF 106
- Te Deum für vier Solostimmen, Chor und Orchester (1902–1909), WF 111

### Klavierwerke
- Frühe Klavierstücke (Fantasien, Fugen etc.)

### Lieder
Solostimme und Klavier
- Ein Stückchen von den Tieren (1893), WF 1
- Das Veilchen (1894–1895), WF 13
- Versiegte Tränen (1895), WF 25
- Du sendest, Freund, mir Lieder (1895), WF 26
- Das Vaterland (1896), WF 49
- Erinnerung (Goethe) (1897), WF 57
- Geduld (1897), WF 58
- Sehnsucht (1898), WF 67
- Blätterfall (1898,?), WF 73
- Erinnerung (Körner) (1898,?), WF 74
- Ganymed (1898,?), WF 75
- Nebel (1898,?), WF 76
- [ohne Titel] Wenn die Engel Harfe spielen (1. Fassung) (1898,?), WF 77
- Lied: [Wenn die Engel Harfe spielen (2. Fassung)] (1898,?), WF 78
- Der Schatzgräber (1898,?), WF 79
- Der traurige Jäger (1898,?), WF 80
- Der Soldat (1899), WF 83
- Möwenflug (1900), WF 87
- Wandrers Nachtlied (1900), WF 88
- Auf dem See (1900), WF 90
- Herbstgefühl (1902), WF 100

Duett für hohe und tiefe Stimme und Klavier
- Wanderlied (1895), WF 39

## Aufnahmen der Werke Furtwänglers

### Orchesterwerke
- Ouvertüre op. 3 Es-Dur, WF 84
  - Slowakische Staatsphilharmonie Košice (Kaschau), Alfred Walter (1993)
  - Philharmonic Orchestra of the Furtwängler-Institute Tokyo, Takeo Noguchi (1997)
- Sinfonie D-Dur, WF 107: 1. Satz – Allegro
  - Slowakische Staatsphilharmonie Košice (Kaschau), Alfred Walter (1993)
- Festouvertüre F-Dur, WF 108
  - Philharmonic Orchestra of the Furtwängler-Institute Tokyo, Takeo Noguchi (1998)
- Adagio h-Moll, WF 110a: (spätere Bezeichnung auch Largo; Urfassung des ersten Satzes der Sinfonie Nr. 1 h-Moll, WF 110)
  - Slowakische Staatsphilharmonie Košice (Kaschau), Alfred Walter (1993)
  - Philharmonic Orchestra of the Furtwängler-Institute Tokyo, Takeo Noguchi (1995)
- Sinfonie Nr. 1 h-Moll, WF 110b
  - Slowakische Staatsphilharmonie Košice (Kaschau), Alfred Walter (1989)
  - Staatskapelle Weimar, George Alexander Albrecht (2000)
- Sinfonisches Konzert für Klavier und Orchester h-Moll, WF 114
  - Edwin Fischer, Berliner Philharmoniker, Wilhelm Furtwängler (Jan. 1939)
  - Edwin Fischer, Berliner Philharmoniker, Wilhelm Furtwängler (Aug./Sept. 1939) – nur der zweite Satz: Adagio solenne – sehr langsam
  - Erik Then-Bergh, Symphonieorchester des Bayerischen Rundfunks, Rafael Kubelík (1963)
  - Daniel Barenboim, Los Angeles Philharmonic Orchestra, Zubin Mehta (1967)
  - David Lively, Slowakische Staatsphilharmonie Košice (Kaschau), Alfred Walter (1990)
  - Stephan Möller, Furtwängler Institute Tokyo Philharmonic Orchestra, Takeo Noguchi (2011)
- Sinfonie Nr. 2 e-Moll, WF 119
  - Philharmonisches Staatsorchester Hamburg, Wilhelm Furtwängler (1948)
  - Berliner Philharmoniker, Wilhelm Furtwängler (1951)
  - Radio-Sinfonie-Orchester Frankfurt, Wilhelm Furtwängler (1952)
  - Wiener Philharmoniker, Wilhelm Furtwängler (1953)
  - Radio-Sinfonieorchester Stuttgart, Wilhelm Furtwängler (1954)
  - Symphonieorchester des Bayerischen Rundfunks, Eugen Jochum (1954)
  - Osaka Philharmonic Orchestra, Takashi Asahina (1984)
  - BBC Symphony Orchestra, Alfred Walter (1992)
  - Chicago Symphony Orchestra, Daniel Barenboim (2001)
  - Staatskapelle Weimar, George Alexander Albrecht (2003)
- Sinfonie Nr. 3 cis-Moll, WF 120
  - Berliner Philharmoniker, Joseph Keilberth (nur Sätze 1–3. 1956)
  - Berliner Philharmoniker, Lorin Maazel (nur Sätze 1–3. 1979)
  - Bayerisches Staatsorchester München, Wolfgang Sawallisch (nur Sätze 1–3. 1980)
  - RTBF Symphony Orchestra Brüssel, Alfred Walter (1987)
  - Staatskapelle Weimar, George Alexander Albrecht (1998)
  - Furtwängler Institute Tokyo Philharmonic Orchestra, Takeo Noguchi (2006)

### Kammermusik
- Adagio für Violine, Cello und Klavier Op.IV No.1, WF 47
  - The New Arca Trio – Caroline Doerge, Roberto Ranfaldi, Massimo Macrì (1998)
- Violinsonate I a-Moll, WF 81
  - Roberto Ranfaldi, Caroline Doerge (1998)
  - Mina Tanaka, Kanae Furumoto (2011)
- Quartett für Violine, Viola, Cello und Klavier c-Moll, WF 82
  - Kumiko Mano, Kaori Matsumura, Yuu Nirasawa, Saori Zetsu (2011)
- Trio für Violine, Cello und Klavier E-Dur, WF 86
  - Asako Yoshikawa, Yuu Nakata, Keiko Namiki (1999)
  - Kumiko Mano, Yuu Nirasawa, Saori Zetsu (2011)
- Quintett für Klavier und Streichquartett C-Dur, WF 112
  - Daniele Bellik, Quatuor Elyseen (1979)
  - François Kerdoncuff, Quatuor Sine Nomine (1993)
  - Clarens Quintett (2003)
- Sonate für Violine und Klavier Nr. 1 d-Moll, WF 113
  - Dong-Suk Kang, François Kerdoncuff (1994)
  - Annette Unger, Brunhild Webersinke (1997)
  - Matthias Wollong, Birgitta Wollenweber (2004)
  - Bettina Boller, Walter Prossnitz (2007)
  - Sophie Moser, Katja Huhn (2010)
  - Mina Tanaka, Kanae Furumoto (2011)
- Sonate für Violine und Klavier Nr. 2 D-Dur, WF 115
  - Wolfgang Müller-Nishio, Rudolf Dennemarck (1971)
  - Alexis Galpérine, François Kerdoncuff (1989)
  - Nakako Yokoyama, Miyuki Washimiya (2004)
  - Matthias Wollong, Birgitta Wollenweber (2004)
  - Sophie Moser, Katja Huhn (2008)

### Chorwerke
- Chor: Schwindet, ihr dunklen Wölbungen für Chor und Orchester (nach Goethes Faust I), WF 104
  - Singakademie Frankfurt (Oder), Alfred Walter (1993)
- Religiöser Hymnus (Goethe): O du Jungfrau, höchste Herrscherin der Welt für Sopran- und Tenorsolo, Chor und Orchester, WF 106
  - Singakademie Frankfurt (Oder), Alfred Walter (1993)
- Te Deum für vier Solostimmen, Chor und Orchester, WF 111
  - Edith Mathis, Sieglinde Wagner, Georg Jelden, William Dooley, Wilhelm Kempff (Orgel), Philharmonischer Chor Berlin, Berliner Philharmoniker, Hans Chemin-Petit (1967)
  - Bernadette Degelin, Christiane Röhr-Bach, Guido Pikal, Wolfgang Klose, Singakademie Frankfurt (Oder), Alfred Walter (1993)
  - Christine Schäfer, Gabriele Schreckenbach, Frieder Lang, Michael Kraus, Akademischer Chor Latvija, Rundfunk-Sinfonieorchester Berlin, Martin Fischer-Dieskau (1994)
  - Sayuri Ota, Aya Kashiwagi, Tsutomu Kobayashi, Kentaro Yoshikawa, Koichi Tachibana (Orgel), The Furtwängler 50th Memorial Choir, Philharmonic Orchestra of the Furtwängler-Institute Tokyo, Takeo Noguchi (2004)

### Klavierwerke
- 6 Werke für Klavier (Thema mit Variationen C-Dur, WF 60; Sonata Opus II c-Moll, WF 53; Fuga E-Dur, WF 71; Fuga II H-Dur, WF 72; Fantasie I d-Moll, WF 93; Fantasie II c-Moll, WF 94)
  - Robert Rivard (1985)
- Sonate d-Moll für Klavier, WF 68
  - Caroline Doerge (1998)
- 2 Werke für Klavier (Adagio Op. II No. VIII h-Moll, WF 43; Walzer A-Dur, WF 16)
  - Ute Neumerkel (2008)
- Drei Stücke für Klavier, WF 103b
  - Mitsutaka Shiraishi (2002)

### Lieder
- 11 Lieder: Der traurige Jäger, WF 80; Der Schatzgräber, WF 79; Geduld, WF 58; Auf dem See, WF 90; Du sendest, Freund, mir Lieder, WF 26; Erinnerung (Goethe), WF 57; Das Vaterland, WF 49; Möwenflug, WF 87; Lied (wenn die Engel Harfe spielen), WF 78; Erinnerung (Körner), WF 74; Der Soldat, WF 83
  - Guido Pikal – Tenor, Alfred Walter – Klavier (1993)
- 21 Lieder (Gesamtaufnahme): Blätterfall, WF 73; [ohne Titel] Wenn die Engel Harfe spielen (1. Fassung), WF 77; Auf dem See, WF 90; Sehnsucht, WF 67; Erinnerung (Körner), WF74; Nebel, WF 76; Möwenflug, WF 87; Herbstgefühl, WF 100; Wandrers Nachtlied I, WF 88;Der Soldat, WF 83; Der traurige Jäger, WF 80; Erinnerung (Goethe), WF 57; Das Vaterland, WF 49; Der Schatzgräber, WF 79; Lied: Wenn die Engel Harfe spielen (2. Fassung), WF78; Geduld, WF 58; Du sendest, Freund, mir Lieder, WF 26; Ganymed, WF 75;  Wandrers Nachtlied II, WF 88; Versiegte Tränen, WF 25; Ein Stückchen von den Tieren, WF 1; Das Veilchen, WF 13
  - Ute Neumerkel – Gesang und Klavier, Daniel Lorenzo – Klavier (WF 74, WF 49) (2007)

## Schriften (Auswahl)
– chronologisch –
- Gespräche über Musik. Atlantis Verlag, Zürich 1949; Ausgabenliste der DNB.
- Der Musiker und sein Publikum. Atlantis Verlag, Zürich 1955, DNB 451413385
- Aufzeichnungen: 1924–1954, Brockhaus, Wiesbaden 1980, ISBN 3-7653-0316-X, OCLC 899078383, Inhaltsverzeichnis.